# Radiance/Chi ni Kaeru ~on the earth~
r«adiance/Chi ni Kaeru ~on the Earth~» (radiance/地に還る～on the Earth～?) es el sencillo de debut de Mami Kawada y el tercero de KOTOKO, producido por I've Sound. Las canciones fueron utilizadas respectivamente como ópening y ending de la serie de anime Starship Operators. Se publicaron dos versiones de este sencillo: una edición limitada y otra edición regular. La edición limitada incluía un DVD que contiene el videoclip de ambas canciones. El sencillo alcanzó el puesto número #19 en la lista Oricon y vendió un total de 28,706 copias.

## Lista de canciones
1. «radiance» – 4:21
  - Letra: Mami Kawada & KOTOKO
  - Composición y arreglos by: Tomoyuki Nakazawa
  - Interpretado por: Mami Kawada
2. 地に還る ～on the Earth～ / Chi ni Kaeru ~on the Earth~ – 5:44
  - Letra y composición: KOTOKO
  - Arreglos: Youichi Shimada
  - Interpretado por: KOTOKO
3. «radiance» (オリジナルカラオケ) / radiance (Original Karaoke) – 4:20
4. 地に還る ～on the Earth～ (オリジナルカラオケ) / Chi ni Kaeru ~on the Earth~ (Original Karaoke) – 5:44
5. «radiance» (インストゥルメンタル) / radiance (Instrumental) – 4:18

- Datos: Q837971